# João Souza (schermidore)
João Antonio de Albuquerque Souza (Porto Alegre, 23 agosto 1983) è uno schermidore brasiliano.

## Palmarès
In carriera ha conseguito i seguenti risultati:
- Giochi panamericani:

Rio de Janeiro 2007: bronzo nel fioretto individuale.